# Seidnitz
Seidnitz wurde 1378 als Sydticz erstmals erwähnt und ist seit 1902 ein Stadtteil im Dresdner Osten. Es gehört zu den statistischen Stadtteilen Seidnitz/Dobritz und Tolkewitz/Seidnitz-Nord und damit zum Stadtbezirk Blasewitz. Seidnitz befindet sich zwischen Striesen und Reick und ist vor allem durch die zwei Kilometer südöstlich des Großen Gartens gelegene Dresdner Galopprennbahn bekannt. Schon im 18. Jahrhundert gehörten Pferderennen zum Programm höfischer Feste im Stadtgebiet. Das heutige Gelände wird aber erst seit 1891 auf Initiativen des Dresdner Rennvereins 1890 e. V. und des Industriellen Hugo von Hoesch für Rennen genutzt.

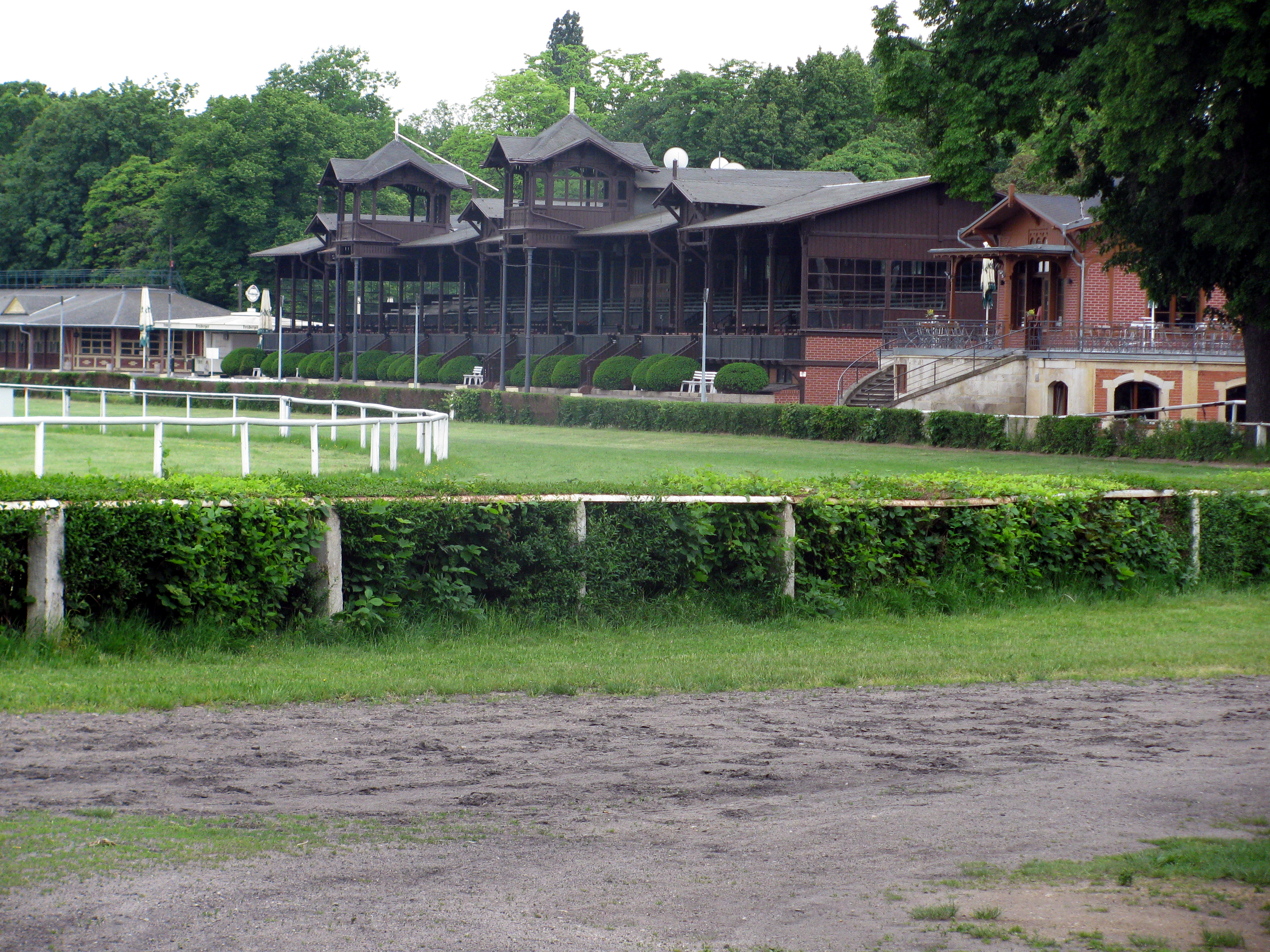
Tribüne der Seidnitzer Pferderennbahn

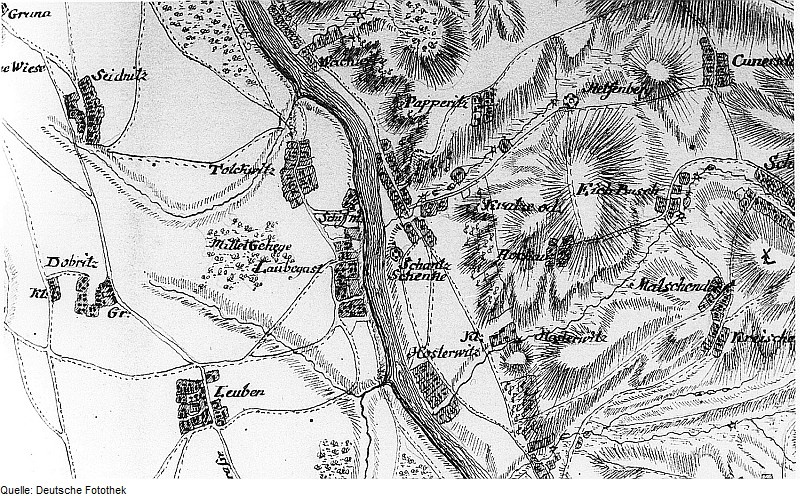
Seidnitz und seine Nachbardörfer auf einer Karte aus dem 18. Jahrhundert

Der Stadtteil mit einfachen und mittleren Wohnlagen ist heute von Gewerbegebieten und pragmatischer Wohnbebauung geprägt. Die Bebauung ist dennoch verschiedenartig.
Nach dem Zweiten Weltkrieg entstanden hier größere Industriebetriebe. Die Leubener Kirchgemeinde erwarb das Goschmannsche Gut, die kriegsbeschädigte Scheune wurde ab dem Juni 1951 notdürftig repariert und am 2. Advent des Jahres zur Kirche geweiht, die Ställe wurden zu Gemeinderäumen umgebaut. Die Seidnitzer Kirche erhielt 1953 den Namen Nazarethkirche und ihre Gemeinde erhielt die Selbstständigkeit. Das schlichte Bauwerk ist inzwischen ein eingetragenes Kulturdenkmal.
Mit dem Seidnitz-Center wurde nach der politischen Wende in der DDR ein Einkaufszentrum gebaut, dessen Keller auch von Diskotheken genutzt wurde. Dieses typische „künstliche“ Stadtteilzentrum wird auch oft von Bewohnern anderer Stadtteile genutzt.
In größeren Bürokomplexen befinden sich zum Beispiel regional aktive Medienbetriebe und Druckhäuser. Typisch sind auch kleinere Betriebe, die Kfz-Dienstleistungen anbieten.
Die Lokalpolitik hat beschlossen, den industriellen Charakter des Stadtteils abseits der Wohnbebauung weiter zu fördern.